# Максим Плануд
Максим Плануд (на средногръцки: Μάξιμος Πλανούδης, на латински: Máximos Planoúdēs, ок. 1260 – 1305) е византийски граматик, математик и теолог, живял и творил в Константинопол при управлението на Михаил VIII Палеолог и Андроник II Палеолог.

## Биография
Роден е в Никомидия, в областта Витиния, но по-голяма част от живота си прекарва в Константинопол, където между 1261 и 1280 г. е писар в императорския дворец. При Михаил VIII Палеолог Плануд се придържа към униатските възгледи на императора, но при Андроник II преминава на антиуниатска позиция. Предполага се, че в условията на острите теологични спорове, съпровождащи подготовката и сключването на Лионската уния и отмяната ѝ на Влахернскя събор през 1285 г., император Михаил VIII, а след него и Андроник II, оказават натиск върху Плануд да преведе съчинението на Свети Августин За Троицата с цел подготовка и запознаване със западната богословска традиция по въпроса за произхождението на Светия Дух. След 1283 г. приема монашество и се посвещава на науката и образованието. Тогава променя светското си име Мануил на монашеското Максим. Назначен е за игумен на манастир в Авксентиевата света гора близо до Халкедон.
В Константинопол Плануд открива школа при императорската библиотека, в която започват да се обучават деца от благородни семейства. Школата му придобива популярност благодарение на усиленото преподаване на хуманитарни науки – в нея преподавал граматика, реторика, математика и други дисциплини. По това време италианските републики се намират в жестоко съперничество с Византийската империя. Заради перфектното владеене на латински език Максим Плануд е избран от император Андроник II да оглави византийското посолство до Венеция през 1295 – 1296, което да представи протеста на Империята от едно венецианско нападение над генеуезките поселения в близост до Галата.
Около 1301 г. се установява в манастира Акалептос, където продължил да преподава.

## Творчество
Сред оригиналните му произведения е един Диалог за гръцката граматика (Διάλογος περί γραμματιϰῆς
) под формата на въпроси и техните отговори по подобие на „Еротемата“ на Константин Мосхопул, в който е включено още и приложение за т.нар. политическа поезия. Негови са един трактат по синтаксис, една биография на Езоп с интерпретация на неговите басни в проза, коментари (схолии) върху съчиненията на някои антични автори като Хезиод, Софокъл, Тукидит, Евклид. Съчинява две поеми в хекзаметър – едната от тях е похвала за Птолемеевата „География“, преоткрита от Плануд, който я превел на латински език, а другата е описание на внезапното превръщане на вол в мишка. Освен това Плануд е автор и на един трактат върху изчислителния метод на индусите (Ψηφοφορία ϰατ’ ’Ινδοὐς ἡ λεγομένη μεγάλη), т.е. за десетичната бройна система, който допринесъл за нейното възприемане и запознал ромеите с някои нови аритметични операции като извличането на корен квадратен. Въвежда в употреба термина числител и е сред първите хора, използвали думата милион. Написал и коментари върху първите две книги на „Аритметиката“ на Диофант Александрийски. С трудовете си върху математиката Плануд се утвърждава като първия значим византийски математик след края на Античната епоха през VI век.
Обширното литературно наследство на Плануд включва агиографски и богословско-полемични съчиниения: пише похвали за великомъченик Диомид и за апостолите Петър и Павел, автор е на житие на Мария Египетска в хезаметър, пише и богословкско-полемично съчинение за произхода на Светия Дух, което по-късно търпи критики от Теодор Метохит и Висарион Никейски. Плануд е автор на духовна и светска поезия: съставя хекзаметрическа идилия, повлияна от творчеството на Теокрит, също и риторическото съчинение Царска реч (Βασιλιϰός) на коронацията на Михаил IX Палеолог на 21 май 1294 г. и една Похлава за зимата (Χειμώνος ἐγϰώμιον).
Максим Плануд е най-известен със своите преводи на антични автори от гръцки език на латински и обратно, които съдействат най-вече за преоткриването и разпространението на достиженията на гръцката култура и език в Западна Европа. Сред преведените от Планудий трудове са „Сънят на Сципион“ от Цицерон с коментарите на Макробий, сборниците „Героини“ и „Метаморфози“ на Овидий, „Утешението на философията“ от Боеций, както и „За Троицата“ от Аврелий Августин. Традиционно, но погрешно на Плануд се приписва и преводът от латински на „Записки за Галската война“ на Гай Юлий Цезар През следващите векове преводите от Плануд често се използват за детайлно изучаване на гръцки език.
Най-голяма известност в Европа Плануд придобива със съставената от него Антология с различни епиграми (Ἀνθολογία διαφόρων ἐπιγραμμάτων) – версия на „Гръцката или още Платинска антология“ (Anthologia Graeca/ Palatina). Версията на Плануд, известна и като Планудова антология (Anthologia Planudea), съдържа произведения на гръцката литература (поезия и проза) от VII век пр. Хр. до X век сл. Хр. Въпреки че Плануд прави свои изменения на някои от събраните творби, неговата Антология притежава огромно значение, тъй като в продължение на няколко века тя е единствената гръцка антология, позната в Западна Европа. С този си труд Плануд изиграва не само съществена роля за изучаването на историята на гръцката литература в Западна Европа, но най-вече способствал за развитието на европейската словесност и хуманитаристика през това време.